# Onverwarmde kas

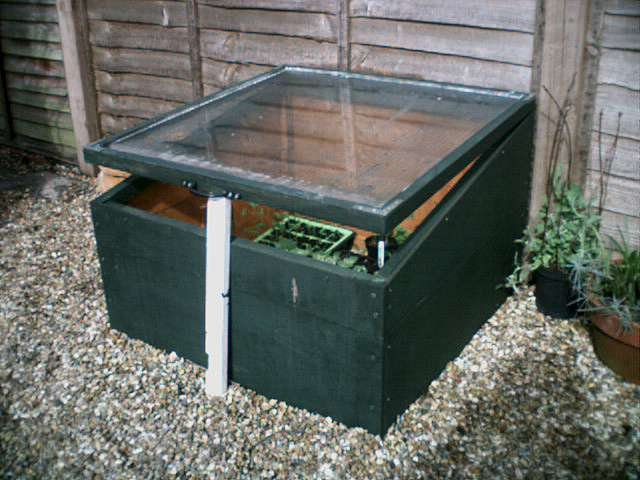
Een kleine onverwarmde kas.

De onverwarmde kas is een broeikas waar niet gestookt wordt en de temperatuur afhankelijk is van de buitentemperatuur. In de winter vriest het in zulke kassen net zo hard als buiten, ze zijn dus niet geschikt om kamerplanten in te houden. Ze zijn alleen geschikt voor het warme seizoen vanaf ongeveer maart en tevens voor alpiene planten.